# Joodse begraafplaatsen (Heerlen)
Op drie Joodse begraafplaatsen in Heerlen heeft de Joodse gemeenschap van Heerlen haar doden begraven: vanaf 1778 aan de Dorpsstraat, vanaf 1811 aan de Schinkelsteeg en vanaf circa 1900 aan de Akerstraat.

## Historische context
Heerlen kent een eeuwenlange Joodse geschiedenis: reeds in 1270 is er sprake van de aanwezigheid van Joden. Het zou echter duren tot in de achttiende eeuw voordat er sprake was van een echte Joodse gemeenschap. In 1726 was er voor het eerst sprake van diensten in een huissynagoge.
Deze huissynagoge was gelegen aan de Dorpsstraat (heet nu Emmastraat), achter Huize de Kroon. De eerste "echte" synagoge" stond aan de Veeweg (nabij de huidige Dautzenbergstraat). Wanneer deze synagoge is opgericht, is niet helemaal duidelijk. Wel is duidelijk dat ze rond 1850 een opknapbeurt heeft ondergaan. Deze synagoge bleef in gebruik tot 1936. Toen werd aan de Schinkelsteeg (de huidige Stationsstraat) een nieuwe synagoge in gebruik genomen. In de Tweede Wereldoorlog is de synagoge zwaar toegetakeld. Het gebouw zelf raakte nauwelijks beschadigd, maar delen van het interieur waren vernield of gestolen. Pas in 1959 kon de synagoge worden heringewijd. In 1986 is de Joodse gemeenschap gefuseerd met die van Maastricht. Sindsdien bestaat er in Limburg nog maar één Joodse gemeenschap, namelijk de NIHS-Limburg (Nederlands-Israëlietische Hoofdsynagoge Limburg), met als plaats van samenkomst de Synagoge van Maastricht.

## De Joodse begraafplaatsen
In de loop der tijden zijn er drie Joodse begraafplaatsen geweest in Heerlen. Twee ervan bestaan anno 2010 nog steeds.

### De verloren begraafplaats
Deze was gelegen bij de huissynagoge aan de vroegere Dorpsstraat, de huidige Emmastraat, naast Huize Savelberg, op de plaats waar nu WoonComfort is gevestigd. Er is niets meer te zien wat aan de Joodse aanwezigheid doet herinneren. Deze begraafplaats is gebruikt tot circa 1811. Toen is de begraafplaats aan de Schinkelsteeg in gebruik genomen, omdat de begraafplaats aan de Dorpsstraat vol was.

### De oude begraafplaats
Deze is gelegen aan de Schinkelsteeg, de huidige Stationstraat. Hier is begraven vanaf 1811 tot 1898. Daarna werd er begraven op de nieuwe begraafplaats aan de Akerstraat. Uniek in Nederland (en voor zover bekend zelfs in de hele wereld) is dat de synagoge over de begraafplaats heen is gebouwd. Immers: volgens Joodse wetten mag een begraafplaats niet worden geruimd of verplaatst. Om de begraafplaats zijn betonnen pijlers geheid, waarop de fundering van de nieuwe synagoge ligt. Deze synagoge is gebouwd in 1935-1936 en is een ontwerp van architect H.K. Dassen. De architect moest tevens rekening houden met diverse Joodse wetten en regels omtrent de onreinheid van een begraafplaats en het verbod voor priesters om een begraafplaats te betreden. Bij het opheffen van de Joodse gemeenschap van Heerlen zijn de oude synagoge en de bijbehorende begraafplaats verkocht en zodoende privé bezit geworden. De huidige eigenaar stelt het gebouw onder geen beding ter beschikking voor bezichtiging. In het koopcontract is wel een clausule opgenomen waarin is bepaald dat de begraafplaats niet mag worden geschonden door bijvoorbeeld verbouwing of sloop. Bij de synagoge hoorde ook een mikwe (badhuis). Dit bijgebouwtje is in 1991 gesloopt.
Door M.A. van der Wijst wordt melding gemaakt van de aanwezigheid van 6 grafstenen, die de volgende namen dragen: Benedik, Canter, Goldstein en Hertog, gecombineerd met de jaartallen 1865, 1872, 1879, 1895 en 1898. Hein Stienen daarentegen maakt melding van 7 grafstenen. In de voor Open Monumentendag 2009 uitgegeven brochure van de Gemeente Heerlen, is ook de voormalige synagoge opgenomen. Uit de brochure blijkt dat er een betonnen vloer is gestort over de begraafplaats. Hierbij zijn de nog aanwezige grafstenen (voor zover nog aanwezig, want grafstenen willen nog weleens wegzakken in de grond) voorgoed verloren gegaan, op één grafsteen na: de grafsteen van Eleasar Isaac Canter, overleden op 18 oktober 1895.
Van de synagoge zijn behoorlijk wat foto's bewaard gebleven in het Stadsarchief. Van de begraafplaats zijn slechts weinig foto's bekend. De foto hiernaast toont drie grafstenen. Op een andere foto (van zeer matige kwaliteit) zijn zes grafstenen herkenbaar.

### De nieuwe begraafplaats
Vanaf ca. 1900 werden de doden begraven aan de Akerstraat, waar nu de algemene begraafplaats is. Het Joodse deel ligt uiterst links. Op de Akerstraat is nog de oude toegangspoort te zien en is tevens een plaquette voor de gedeporteerden aangebracht.
Voor zover bekend zijn er op deze begraafplaats 69 mensen begraven, waarvan vier in een dubbel graf. Het aantal grafstenen staat daarmee op 67. Het laatste graf werd gedolven in 2002. Er zijn nog plaatsen beschikbaar.
Op de nieuwe Joodse begraafplaats van Heerlen wordt weinig tot geen onderhoud gepleegd. De begraafplaats ligt er daardoor wat verwilderd bij. Dit heeft enerzijds wel enige charme en de eis dat er op een Joodse begraafplaats absolute rust moet gelden worden zeker ingewilligd. Aan de andere kant zijn een aantal liggende grafstenen niet meer leesbaar door groeiende mos. Bovendien staan er twee enorme bomen op het terrein die een aantal grafstenen hebben omgeduwd.
Op de algemene begraafplaats aan de Akerstraat in Heerlen zijn pas later doden van andere gezindten begraven. Op de nieuwe algemene begraafplaats van Heerlen, gelegen aan de Imsteraderweg, is geen Joods deel.

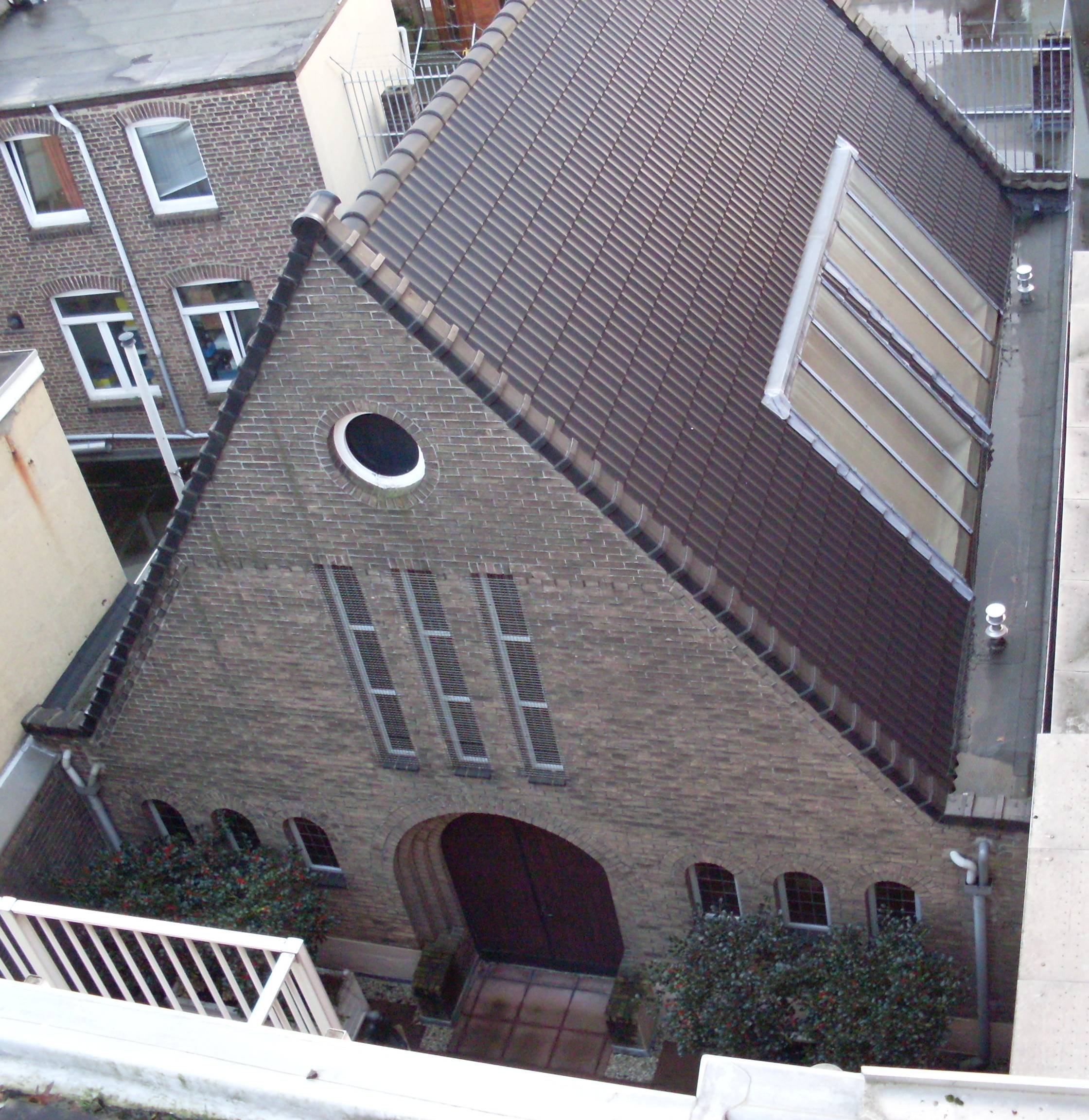
De voormalige synagoge van Heerlen, met daaronder de oude Joodse begraafplaats is thans particulier eigendom.
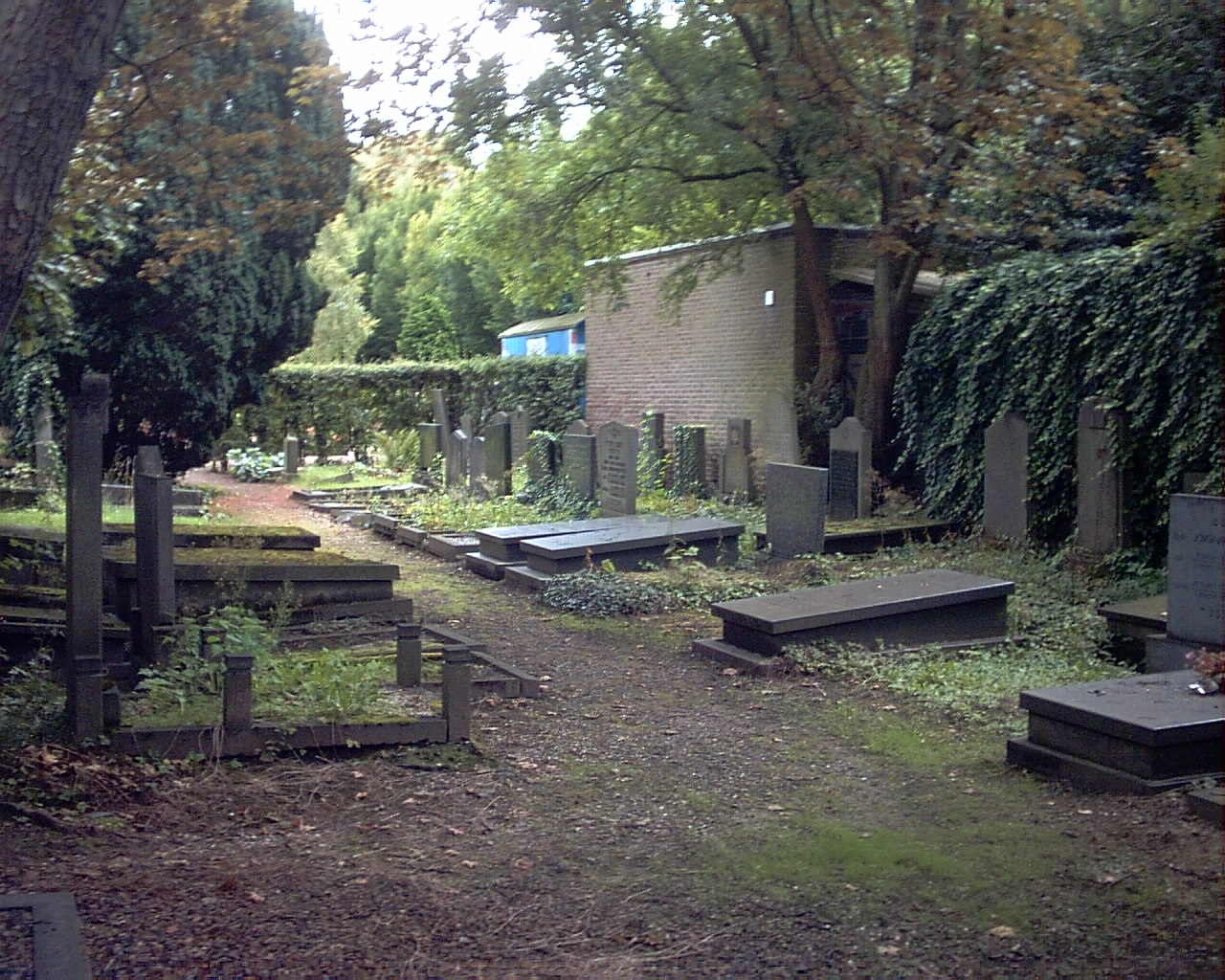
De nieuwe Joodse begraafplaats te Heerlen
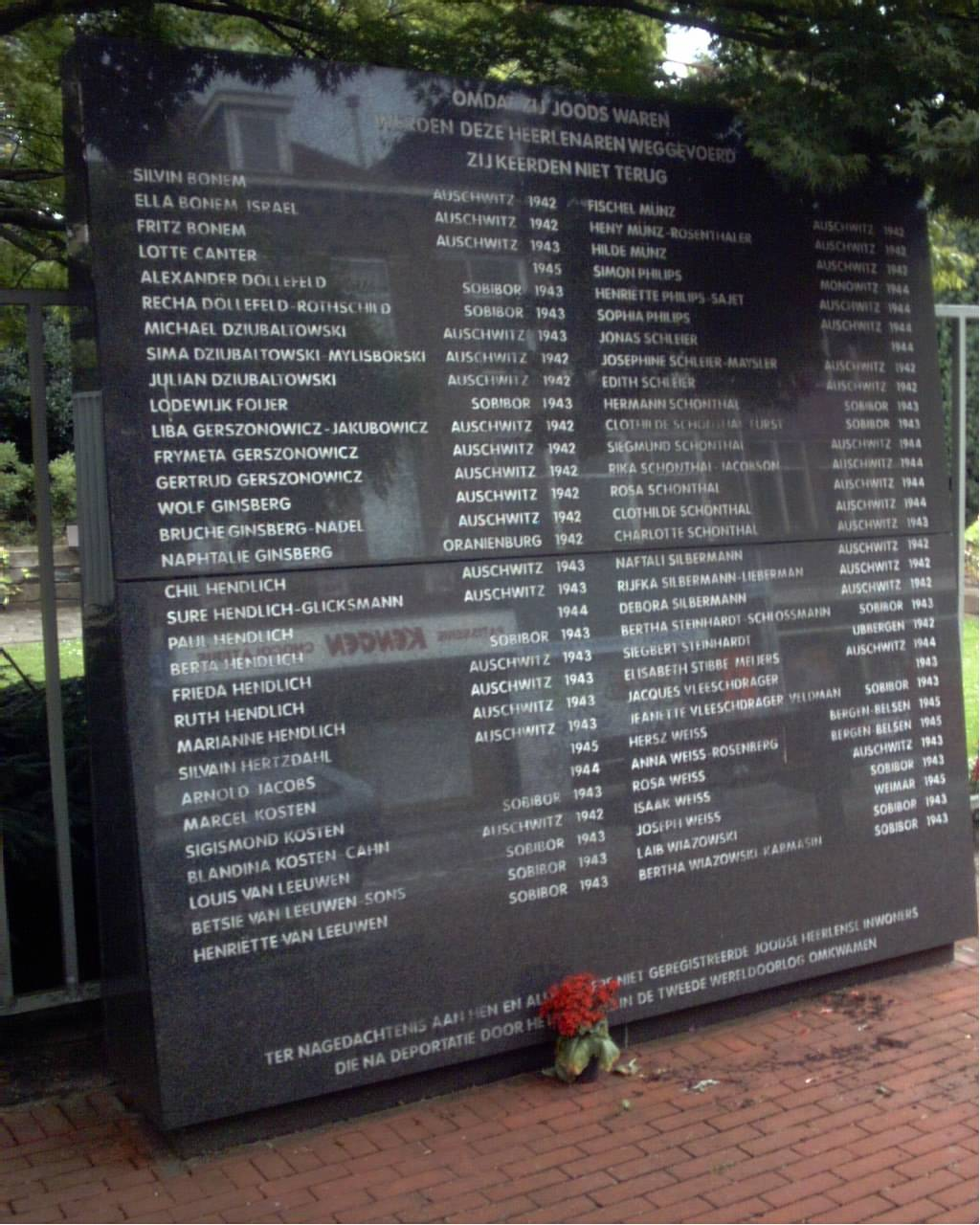
Plaquette met de namen van de gedeporteerde Joden van Heerlen. Deze plaquette staat naast de oude toegangspoort van de nieuwe Joodse begraafplaats van Heerlen

## Locaties
- Stationsstraat: 50° 53′ 23″ NB, 5° 58′ 33″ OL
- Akerstraat: 50° 53′ 6″ NB, 5° 58′ 56″ OL